# Almágena

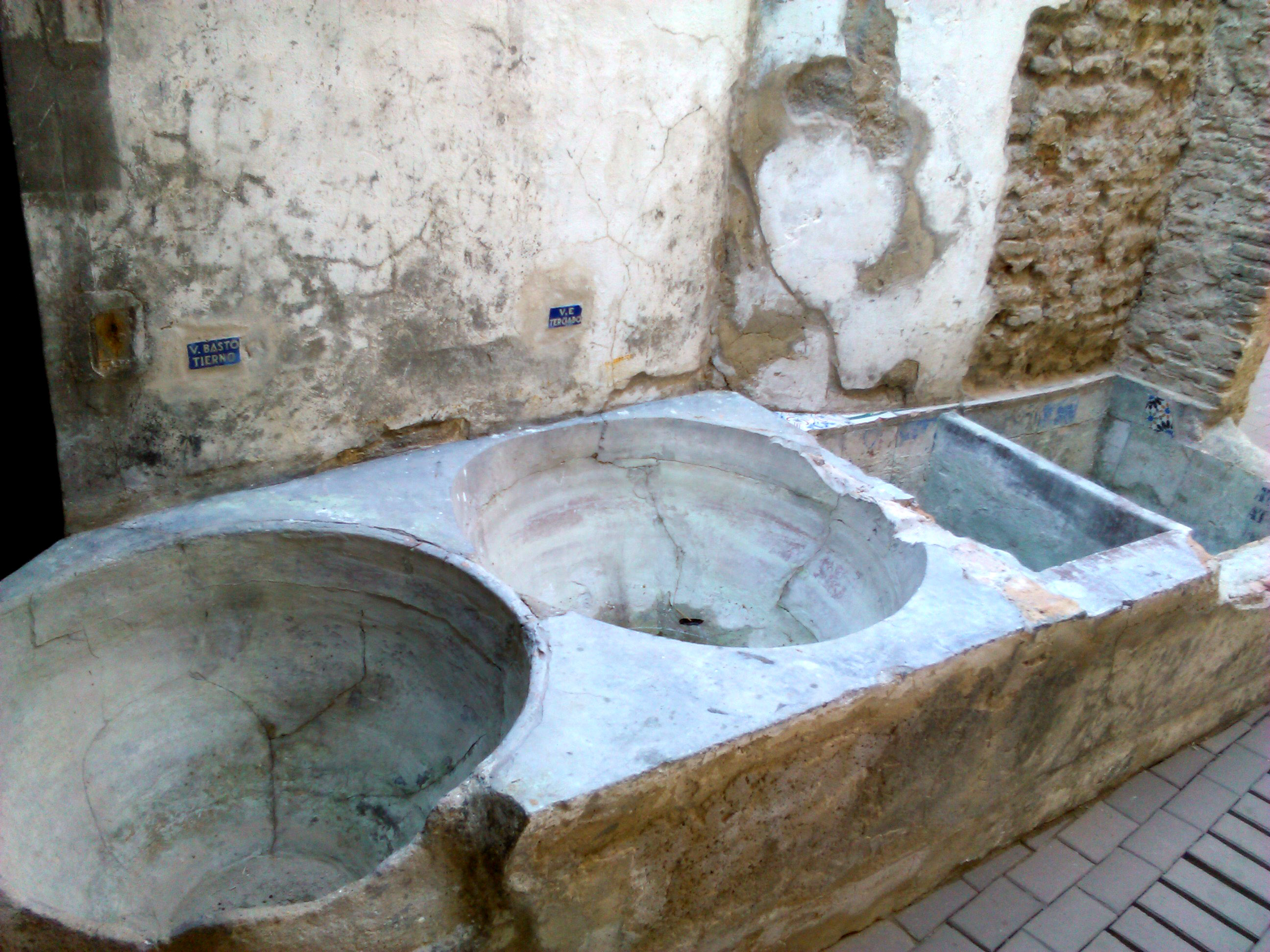
Primitivas almájenas conservadas en el Centro Cerámica Triana de Sevilla.

La almágena o almájena, en alfarería y cerámica, es un amplio recipiente en forma de «tronco de cono invertido», similar a un lebrillo o pila, utilizado para diversos procesos alfareros. También se llama así al «mortero de mármol o vasija para machacar vidrio, en la preparación de los vidriados».

## Usos y localización
Aplicado a morteros y vasijas para la preparación de barnices, es término habitual en la tradición alfarera de Sevilla y Málaga. En los alfares de Triana, la almájena era la pila para guardar el almajo o almarjo (‘barrilla de Sevilla’), también conocida como barilla.
En la definición del arqueólogo Caro Bellido, se completa la descripción indicando que la almágena servía para ‘lavar las piezas alfareras con arcilla muy líquida tintada con almagre’, o sumergirlas en los distintos esmaltes en el proceso conocido como ‘baño de vedrío’ o vidriado. Y, siempre en el ámbito de la alfarería andaluza, también se ha usado para diluir el plomo molido, y como «recipiente para guardar los pigmentos preparados». En Talavera de la Reina, sin embargo, a la almágena se le llama "alcancía".

## Origen del término
José Gestoso y Pérez, glosando una serie de utensilios alfareros como el albañal, el alcabile, el alcatife o el almalluque (por citar solo el inicio de una larga relación), escribía en 1903 en su Historia de los Barros vidriados sevillanos desde sus orígenes hasta nuestros días, que almágena es término procedente del árabe «al-maharis» (el mortero de mármol), o bien de «al-mihras» (el instrumento para machacar); y recogía su uso en Málaga y Sevilla, anotando como grafías sinónimas: almagena, almágena, almajena, almáxena.